# Renault Type DZ
Der Renault Type DZ war ein frühes Personenkraftwagenmodell von Renault. Er wurde auch 15 CV genannt.

## Beschreibung
Die nationale Zulassungsbehörde erteilte am 12. April 1913 seine Zulassung. Das Fahrzeug war eine Ableitung vom Renault Type DG mit einem stärkeren Motor. Im gleichen Jahr endete die Produktion ohne Nachfolger.
Ein wassergekühlter Vierzylindermotor mit 85 mm Bohrung und 130 mm Hub leistete aus 2951 cm³ Hubraum 15 PS. Die Motorleistung wurde über eine Kardanwelle an die Hinterachse geleitet. Die Höchstgeschwindigkeit war je nach Übersetzung mit 38 km/h bis 64 km/h angegeben.
Der Wendekreis war mit 11 Metern angegeben. Das Fahrgestell wog 800 kg.